# Spring (Austin)
Pour les articles homonymes, voir Spring.
Spring est un gratte-ciel situé à Austin au Texas, États-Unis, dont la construction s'est achevée en 2009. 
Il est le cinquième plus haut gratte-ciel de la ville d'Austin. L'immeuble mesure 132 mètres et possède 43 étages.
L'immeuble fut dessinée par les firmes d'architectes Morris Architects et Rafii Architects Inc..